# Odette Elina
Odette Elina, née le 28 septembre 1910 dans le 3e arrondissement de Paris et morte le 29 mai 1991 à Mougins, est une peintre et écrivaine française engagée dans la Résistance intérieure française qui a vécu la déportation.
Communiste, issue d'une famille d'origine juive, elle s'engage  dans la Résistance dès 1940. Arrêtée le 20 avril 1944, elle est déportée à Auschwitz par le Convoi n° 72 du 29 avril 1944. 
Revenue des camps, elle publie un recueil de notes accompagnées de dessins et s'emploie à témoigner. Elle a en particulier été membre du Bureau national de la Fédération nationale des déportés et internés résistants et patriotes, membre de l'Association nationale des anciennes déportées et internées de la Résistance et secrétaire française du Comité international d'Auschwitz.

## Biographie

### Origines et formation
Fille de Meyer Elina et de Georgette Adrienne Block, Odette Elina est issue d'une famille aisée d'origine juive, propriétaire de fabriques de chapeaux. D'abord établie à Paris, puis à Fiac, dans le Tarn, Odette suit une formation classique et développe des dons en dessin. 
Élève de Suzanne Minier, elle participe au Salon des femmes peintres et sculpteurs où elle expose en 1929 les toiles Reflets, Roses blanches, Hortensia et un dessin rehaussé, Portrait de Mme D. L. E. Elle prend part aussi dès 1928 au Salon des artistes français.

### Résistance et arrestation
Dès 1940, Odette Elina entre en contact avec la résistance et est chargée de la liaison entre les écrivains résidant en zone sud, Joë Bousquet, François Mauriac, Clara Malraux, Louis Aragon et Julien Benda. En 1942, elle entre dans l'Armée secrète sous le pseudonyme d'Hélène. De mars à octobre 1943, elle est responsable du deuxième bureau de l'Armée secrète de la région Sud-Ouest. Prévenue par le curé de Viterbe, elle échappe alors à l'arrestation de sa famille sur dénonciation. Ses parents et son frère sont d'abord détenus à la prison militaire de Toulouse, puis transférés à Drancy et déportés à Auschwitz. Aucun n'en reviendra. D'octobre 1943 à avril 1944, Odette est ensuite Secrétaire de l'Armée secrète de la région de Toulouse où elle assure les liaisons permanentes avec les dix départements limitrophes. Promue lieutenant le 1er avril 1944, elle est arrêtée par la Gestapo le 20 avril 1944 alors qu'elle est en mission à Paris pour contacter un membre de l'État-major des Forces françaises de l'intérieur.

### Emprisonnement et déportation
Interrogée et torturée par la Gestapo à la chancellerie du Reich, elle est rapidement transférée au camp de Drancy puis déportée à Auschwitz par le Convoi n° 72 du 29 avril 1944 sous le nom d'Odette Dreyfus. Il emporte 1 004 Juifs, dont 398 hommes, 606 femmes et 174 enfants. Seuls 37 survivront, dont 25 femmes.

### Après guerre
Libérée par l'armée rouge le 27 janvier 1945, elle est rapatriée à Marseille via Odessa le 10 mai 1945. Très affaiblie, elle effectue plusieurs séjours entre hôpitaux et cliniques au cours des deux années qui suivent. Mais dès son retour, elle consigne notes et dessins sur ce qu'elle a vécu au camp d'Auschwitz-Birkenau. Rétablie, elle est ensuite très active dans les associations d'anciens déportés. Elle a en particulier été membre du Bureau national de la Fédération nationale des déportés et internés résistants et patriotes, membre de l'Association nationale des anciennes déportées et internées de la Résistance et secrétaire française du Comité international d'Auschwitz. À sa mort, en 1991, elle lègue tous ses biens au Parti communiste français.

## Distinctions
- Officier de la Légion d'honneur le 9 juillet 1976.
- Croix de guerre 1939–1945 (une citation le 11 août 1946 et une citation à l'ordre de l'armée le 2 juillet 1968)
- Médaille de la Résistance française (décret du 24 avril 1946)

## Œuvres

### Souvenirs
- Sans fleurs ni couronnes, avec 12 dessins originaux de l'auteur, Éditions J.-F. Boulet, 1948 ; réédition avec une postface de Sylvie Jedynak, Mille et une nuits, La petite collection n• 476, 2005,  (ISBN 978-2-84205-894-4), (OCLC 234192050)

### Théâtre
- L'Appel d'Auschwitz (avec Jean-Louis Gruffy, son époux, lui aussi ancien résistant).